# Власов Євген Іванович
Євген Іванович Власов (4 грудня 1930, місто Камбарка, тепер Республіка Удмуртія, Російська Федерація — ?) — молдавський радянський діяч, завідувач відділу будівництва та міського господарства ЦК КП Молдавії. Член ЦК КП Молдавії в 1981—1990 роках. Депутат Верховної Ради Молдавської РСР 11-го скликання.

## Біографія
У 1947 році закінчив школу фабрично-заводського навчання. З 1947 до 1950 року працював слюсарем-сантехніком.
З 1950 до 1954 року служив у Радянській армії.
У 1954—1955 роках — зварювальник спецуправління «Сантехмонтаж» у місті Кишиневі.
Член КПРС з 1955 року.
У 1958 році закінчив комунально-будівельний технікум.
У 1958 році — майстер дільниці тресту «Молдсантехмонтаж» у місті Тирасполі.
У 1958—1961 роках — майстер, виконроб спецуправління тресту «Молдсантехмонтаж» у місті Кишиневі.
У 1961—1968 роках — інструктор організаційного відділу Октябрського районного комітету КП Молдавії міста Кишинева; інструктор відділу будівництва та міського господарства Кишинівського міського комітету КП Молдавії.
У 1967 році закінчив Всесоюзний заочний інженерно-будівельний інститут в Москві.
У 1968—1975 роках — завідувач відділу будівництва та міського господарства Кишинівського міського комітету КП Молдавії.
У 1975—1979 роках — заступник голови виконавчого комітету Кишинівської міської ради депутатів трудящих.
У 1979—1981 роках — завідувач відділу капітального будівництва, промислових будівельних матеріалів та комунального господарства Управління справами Ради міністрів Молдавської РСР.
У 1981 — після 1986 року — завідувач відділу будівництва та міського господарства ЦК КП Молдавії.
Подальша доля невідома.

## Нагороди
- орден «Знак Пошани»
- медалі